# Чесноков, Василий Константинович
Василий Константинович Чесноко́в (1 января 1908, г. Балашов, Саратовская губерния, Российская империя — умер не ранее 1970 года, СССР) — советский военачальник, полковник (1943).

## Начальная биография
Родился 1 января 1908 года в Балашове ныне Саратовской области. Русский.

## Военная служба

### Довоенное время
В сентябре 1928 года добровольно поступил в Закавказскую имени 26 Бакинских комиссаров пехотную школу, по её окончании в июне 1931 года произведен в командиры РККА и назначен командиром взвода 45-го стрелкового полка 15-й стрелковой дивизии УВО в городе Херсон. В сентябре 1932 года переведен в 133-й стрелковый полк 45-й стрелковой дивизии в город Новоград-Волынский, где проходил службу помощником командира и командиром роты, командиром учебной пулеметной роты учебного батальона, пом. начальника штаба полка. С февраля 1938 года и. д. помощника начальника 1-й части штаба этой же 45-й стрелковой дивизии. Поступил на заочный факультет Военной академии РККА им. М. В. Фрунзе (окончил один курс). С января 1939 года был помощником начальника 1-го отделения штаба 8-го, затем 36-го стрелковых корпусов КОВО. В этой должности участвовал в походе Красной армии в Западную Украину 1939 года. С мая 1940 года и. д. пом. командира батальона Львовского пехотного училища, с января 1941 года — командира отдельного стрелково-пулеметного батальона 15-й моторизованной бригады в городе Львов. В апреле 1941 года капитан Чесноков назначен начальником штаба 41-го мотострелкового полка в городе Любомль.

### Великая Отечественная война
В начале войны в той же должности на Юго-Западном фронте. С 22 июня 1941 года полк в составе 41-й танковой дивизии 22-го механизированного корпуса вступил в тяжелые бои на реке Западный Буг в 12 км западнее города Любомль. 27 июня 1941 года в ходе приграничного сражения капитан Чесноков был ранен в ногу и эвакуирован в госпиталь в город Черкассы. Затем 15 июля он был назначен начальником штаба мотострелкового полка в составе отряда генерал-майора Матыкина. Участвовал в Киевской оборонительной операции, в оборонительных боях в районе Фастов, Фастовец, Белая Церковь, Киев. С 20 августа 1941 года вступил во временное командование 1038-м стрелковым полком 295-й стрелковой дивизии, которая вела боевые действия в составе 31-го стрелкового корпуса 37-й и 5-й армий в районах Киева, Чернигова, Яготина и Пирятина. С 18 сентября по 3 октября 1941 года находился в окружении, вышел с группой 8 человек в районе города Сумы в форме и с оружием.
С 5 по 20 октября 1941 года командовал сводным отрядом по обороне Харькова (в районе Харьковского тракторного завода), затем состоял в резервном офицерском полку Юго-Западного фронта в городе Волчанск. С 15 декабря 1941 года командовал 228-м отдельным курсантским лыжным батальоном, находившимся на формировании в городе Новосибирск. В январе 1942 года убыл с ним на Калининский фронт, где в составе 3-й ударной армии участвовал в боях в районах Торопец, Молвотицы и Холм. С 9 июня 1942 года капитан Чесноков и. д. начальника курсов младших лейтенантов 2-го гвардейского стрелкового корпуса, затем в июле был назначен заместителем командира 1073-го стрелкового полка 8-й гвардейской стрелковой дивизии им. героя Советского Союза И. В. Панфилова. В составе этих курсов и дивизии участвовал в оборонительных боях в районе городе Холм. Приказом по войскам Калининского фронта от 13.9.1942 майор Чесноков был награждён орденом Красной Звезды.
С конца сентября 1942 г. командовал 953-м стрелковым полком 257-й стрелковой дивизии этих же армии и фронта. Полк под его командованием участвовал в Великолукской наступательной операции, в освобождении города Великие Луки. В боях за город 8 января 1943 года подполковник Чесноков был тяжело ранен и эвакуирован в госпиталь. За умелое командование полком в этой операции, проявленные мужество и героизм он был награждён орденом Суворова 3-й степени. По излечении в апреле 1943 года зачислен в распоряжение Военного совета Калининского фронта, затем был назначен заместителем командира 23-й отдельной стрелковой бригады. Бригада входила в состав 3-й ударной армии Калининского фронта, а с октября — 22-й армии Прибалтийского (с 20 октября 1943 г. — 2-го Прибалтийского) фронта и участвовала в оборонительных боях в районе Холм, Великие Луки. В 1943 году вступил в ВКП(б). С января 1944 года и. д. командира 208-й стрелковой дивизии. В составе 1-й ударной армии этого же 2-го Прибалтийского фронта участвовал с ней в Ленинградско-Новгородской наступательной операции, в форсировании рек Полисть и Холыня, освобождении город Старая Русса. За эту операцию полковник Чесноков был награждён орденом Красного Знамени.
С 8 мая 1944 года вступил в командование 321-й стрелковой дивизией, входившей в 90-й стрелковый корпус этой же армии. С августа дивизия в составе 111-го стрелкового корпуса 54-й армии 3-го Прибалтийского фронта успешно действовала в Псковско-Островской наступательной операции, в освобождении городов Псков и Остров. С декабря 1944 года её части в составе 116-го стрелкового корпуса 2-й ударной армии 2-го Белорусского фронта участвовали в Восточно-Померанской и Берлинской наступательных операциях, в овладении городами Данциг (Гданьск), Прейсши-Старгард (Старогард-Гданский), Эльбинг (Эльблонг).
За время войны комдив Чесноков был девять раз упомянут благодарственных в приказах Верховного Главнокомандующего.

### Послевоенное время
После войны гвардии полковник Чесноков продолжал командовать 321-й стрелковой дивизией в ГСОВГ. С августа 1945 года был начальником окружной военной комендатуры Гюстовского округа провинции Мекленбург советской военной администрации в Германии. С сентября 1947 года и. д. инспектора 5-го отдела Московского областного военкомата, с декабря 1947 года был старшим инспектором 5-го отдела Западно-Казахстанского областного, а с марта 1950 года — Гурьевского областного военкоматов. С января 1954 года в запасе.

## Награды
СССР
- орден Ленина (30.04.1954)[4]
- три ордена Красного Знамени (17.01.1944, 16.02.1945, 20.06.1949[4])
- орден Суворова II степени (29.05.1945)
- орден Суворова III степени (05.02.1943)
- два ордена Отечественной войны I степени (27.07.1944, 01.10.1944)
- два ордена Красной звезды (13.09.1942, 03.11.1944[4])
- Медали в том числе:
  - «За оборону Киева» (1962)
  - «За победу над Германией в Великой Отечественной войне 1941—1945 гг.» (1945)
  - «За взятие Кёнигсберга» (1945)

Приказы (благодарности) Верховного Главнокомандующего в которых отмечен В. К. Чесноков.
- За овладение городами Восточной Пруссии Вилленберг, Ортельсбург, Морунген, Заальфельд и Фрайштадт — важными узлами коммуникаций и сильными опорными пунктами обороны немцев. 23 января 1945 года. № 246.
- За овладение городами Восточной Пруссии Мюльхаузен, Мариенбург и Штум — важными опорными пунктами обороны немцев, прорыв к побережью Данцигской бухты, и захват города Толькемит, отрезав тем самым восточно-прусскую группировку немцев от центральных районов Германии. 26 января 1945 года. № 256.
- За овладение штурмом городом Эльбинг — крупным узлом коммуникаций и мощным опорным пунктом обороны немцев на правом берегу Вислы, прикрывающим подступы к Данцигской бухте. 10 февраля 1945 года. № 271.
- За овладение городами Гнев (Меве) и Старогард (Прейсиш Старгард) — важными опорными пунктами обороны немцев на подступах к Данцигу. 7 марта 1945 года. № 294.
- За овладение городом и крепостью Гданьск (Данциг) — важнейшим портом и первоклассной военно-морской базой немцев на Балтийском море. 30 марта 1945 года. № 319.
- За овладение городами и важными узлами дорог Анклам, Фридланд, Нойбранденбург, Лихен и вступили на территорию провинции Мекленбург. 29 апреля 1945 года. № 351.
- За овладение городами Штральзунд, Гриммен, Деммин, Мальхин, Варен, Везенберг — важными узлами дорог и сильными опорными пунктами обороны немцев. 1 мая 1945 года. № 354.
- За овладение городом Свинемюнде — крупным портом и военно-морской базой немцев на Балтийском море. 5 мая 1945 года. № 362.
- За форсирование пролива Штральзундерфарвассер, полное овладение островом Рюген и городами Берген, Гарц, Путбус, Засснитц находящимися на нём. 6 мая 1945 года. № 363.

Других  государств
- крест храбрых (ПНР) (1945)
- медаль «За Одру, Нису и Балтику» (ПНР) (1945)